# Radosław Majecki
Radosław Majecki (Starachowice, 16 november 1999) is een Pools voetballer die als keeper voor AS Monaco speelt in de Ligue 1.

## Clubcarrière
Majecki maakte in het seizoen 2015/16 zijn officiële debuut in het tweede elftal van Legia Warschau, dat toen uitkwam in de III liga. In het seizoen 2017/18 leende de club hem uit aan tweedeklasser Stal Mielec, waar hij een heel seizoen eerste doelman was. Na een seizoen keerde hij terug naar Legia Warschau, waar hij in november 2018 tussen de palen kwam te staan. Tussen maart en mei 2019 ontbrak hij wegens gekneusde ribben, maar uiteindelijk nam hij zijn plek in doel weer in.

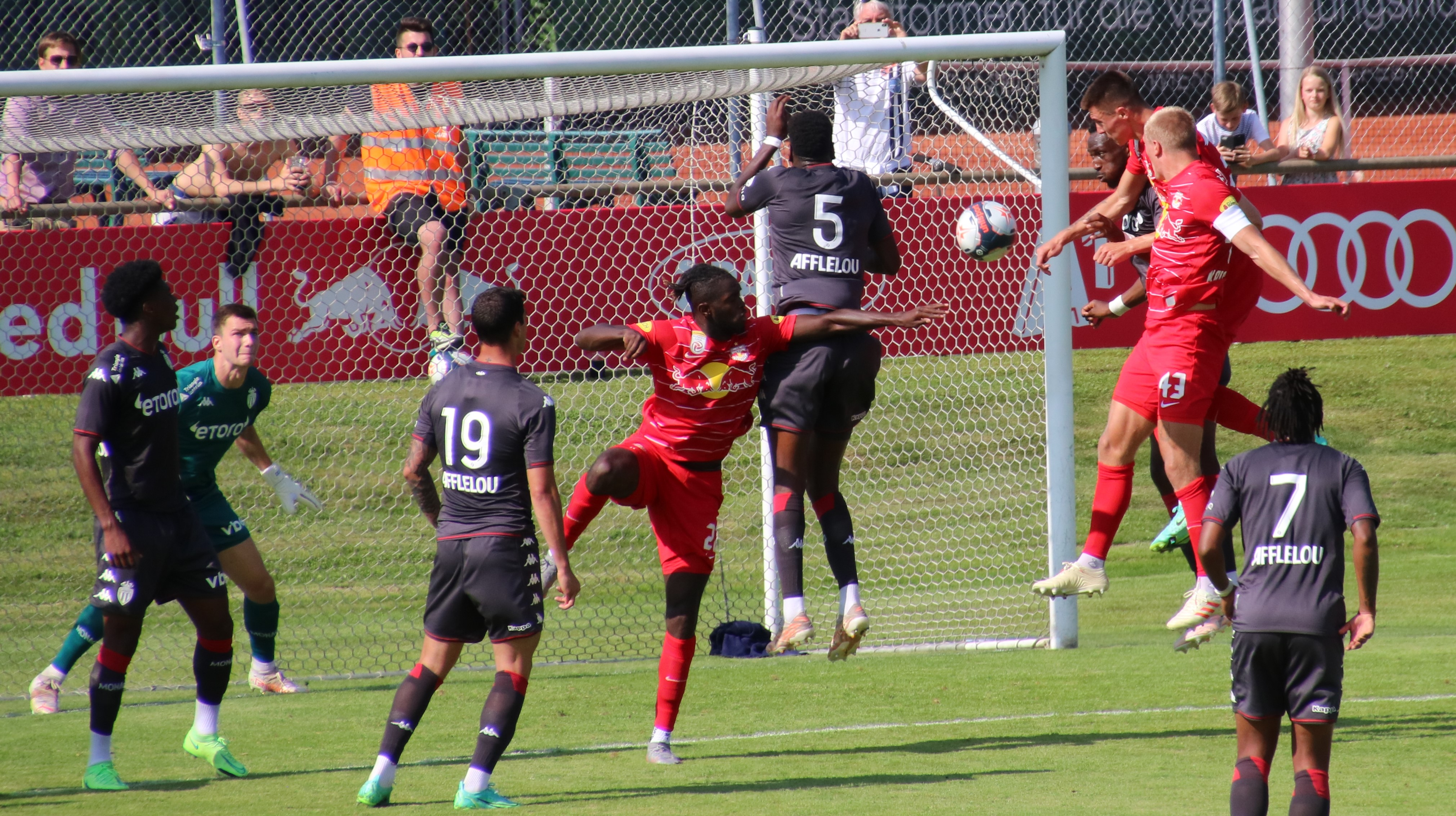
Majecki (in groen) in actie tijdens een vriendschappelijke wedstrijd voor AS Monaco tegen Red Bull Salzburg in 2020

In januari 2020 ondertekende hij een contract tot medio 2024 bij AS Monaco, dat zeven miljoen euro voor hem betaalde. De club liet hem op huurbasis wel het seizoen uitdoen bij Legia Warschau, dat zich op het einde van het seizoen verzekerde van zijn veertiende landstitel.
In zijn debuutseizoen bij Monaco moest Majecki de acht jaar oudere Benjamin Lecomte voor zich dulden. Toen Lecomte begin september 2020 een covidbesmetting opliep, verving Majeckihem op de derde competitiespeeldag tegen FC Nantes. Monaco won deze wedstrijd met 2-1. Toen Lecomte begin november uitviel met een handblessure, koos trainer Niko Kovač echter voor Vito Mannone als vervanger. De Italiaan stond negen competitiewedstrijden op rij in doel. Majecki mocht dat seizoen wel in doel staan in de Coupe de France. Monaco haalde dat seizoen de finale, maar ging daarin onderuit tegen Paris Saint-Germain.
In de zomer van 2021 zag Majecki met Lecomte een concurrent vertrekken, maar kwam er met Alexander Nübel een concurrent bij. De Duitser miste in het seizoen 2021/22 geen enkele competitiewedstrijd en speelde ook het merendeel van de Europese wedstrijden. Majecki speelde dat seizoen slechts vier officiële wedstrijden: in de Coupe de France speelde hij in de 1/32e en 1/16e finale tegen respectievelijk Red Star FC (0-2-winst) en US Quevilly-Rouen Métropole (1-3-winst), en in Europa stond hij onder de lat in de Champions League-barragewedstrijd tegen Shaktar Donetsk (0-1-verlies) en in de laatste Europa League-groepswedstrijd tegen Sturm Graz (1-1).
In juli 2022 werd Majecki voor een seizoen uitgeleend aan de Belgische eersteklasser Cercle Brugge, een dochterclub van Monaco. Hij werd er de vervanger van Thomas Didillon, die op zijn beurt van Cercle Brugge naar AS Monaco was verhuisd.

## Interlandcarrière
Majecki nam in 2019 met Polen –20 deel aan het WK –20 in eigen land. Majecki stond onder de lat in de groepswedstrijden tegen Colombia (0-2-verlies), Tahiti (5-0-winst) en Senegal (0-0). Ook in de achtste finale tegen Italië, die Polen met 1-0 verloor, stond hij onder de lat. Op 9 oktober 2021 zijn interlanddebuut voor Polen in een WK-kwalificatiewedstrijd tegen San Marino (5-0-winst).
| Interlands van Radosław Majecki voor Polen | Interlands van Radosław Majecki voor Polen | Interlands van Radosław Majecki voor Polen | Interlands van Radosław Majecki voor Polen | Interlands van Radosław Majecki voor Polen | Interlands van Radosław Majecki voor Polen | Interlands van Radosław Majecki voor Polen |
| No.                                        | Datum                                      | Wedstrijd                                  | Uitslag                                    | Soort Wedstrijd                            | Doelpunten                                 |                                            |
| Als speler bij AS Monaco                   | Als speler bij AS Monaco                   | Als speler bij AS Monaco                   | Als speler bij AS Monaco                   | Als speler bij AS Monaco                   | Als speler bij AS Monaco                   | Als speler bij AS Monaco                   |
| ------------------------------------------ | ------------------------------------------ | ------------------------------------------ | ------------------------------------------ | ------------------------------------------ | ------------------------------------------ | ------------------------------------------ |
| 1.                                         | 9 oktober 2021                             | Polen – San Marino                         | 5 – 0                                      | Kwalificatie WK 2022                       | -                                          |                                            |
| Totaal                                     | Totaal                                     | Totaal                                     | Totaal                                     | Totaal                                     | -                                          |                                            |

Bijgewerkt tot 19 augustus 2022